# Mięsień łokciowy

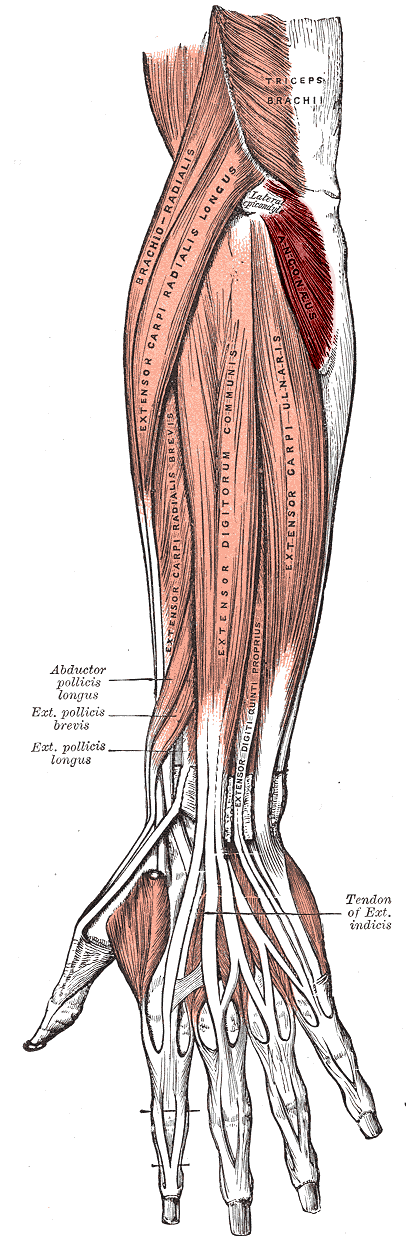
Mięsień łokciowy oznaczony na ciemnoczerwono

Mięsień łokciowy (łac. musculus anconeus) – w anatomii człowieka niewielki, trójkątny i gruby mięsień zaliczany do warstwy powierzchownej grupy tylnej mięśni przedramienia (czasem zaliczany do grupy tylnej mięśni ramienia), położony w okolicy łokcia. Jego przyczep bliższy znajduje się na nadkłykciu bocznym kości ramiennej i więzadle pobocznym promieniowym, a przyczep dalszy w górnej części tylnej powierzchni trzonu kości łokciowej.
Unaczyniony jest przez tętnicę międzykostną wsteczną (gałąź tętnicy międzykostnej tylnej), a unerwiony przez nerw promieniowy (C7–8).
Mięsień ten współpracuje z mięśniem trójgłowym ramienia w prostowaniu przedramienia, napina torebkę stawową, a także zwiera kości promieniową i łokciową.